# SpVgg Zeitz 1910
SpVgg Zeitz 1910 (celým názvem: Fußballclub Sportvereinigung Zeitz von 1910) byl německý fotbalový klub, který sídlil v sasko-anhaltském městě Zeitz. Založen byl v roce 1910 pod názvem FC Sportfreunde Zeitz. Zanikl po ukončení druhé světové války, poté co byla všechna dřívější sportovní sdružení v sovětské okupační zóně zrušena. Nástupcem fotbalové činnosti ve městě se stalo mužstvo BSG Chemie Zeitz. Své domácí zápasy odehrával na stadionu Tiergartenhof. Klubové barvy byly červená a bílá.
Největším úspěchem klubu byla celkem tříletá účast v Gaulize Mitte, jedné ze skupin tehdejší nejvyšší fotbalové soutěže na území Německa.

## Historické názvy
Zdroj: 
- 1910 – FC Sportfreunde Zeitz (Fußballclub Sportfreunde Zeitz)
- 19?? – SpVgg Zeitz 1910 (Fußballclub Sportvereinigung Zeitz von 1910)
- 1945 – zánik

## Umístění v jednotlivých sezonách
Stručný přehled
Zdroj: 
- 1940–1943: Gauliga Mitte
- 1943–1944: Bezirksliga Mitte

Jednotlivé ročníky
Zdroj: 
Legenda: Z - zápasy, V - výhry, R - remízy, P - porážky, VG - vstřelené góly, OG - obdržené góly, +/- - rozdíl skóre, B - body, červené podbarvení - sestup, zelené podbarvení - postup, fialové podbarvení - reorganizace, změna skupiny či soutěže
| Velkoněmecká říše (1940 – 1944) |                   |        |     |     |     |     |     |     |     |     |        |
| Sezóny                          | Liga              | Úroveň | Z   | V   | R   | P   | VG  | OG  | +/- | B   | Pozice |
| 1940/41                         | Gauliga Mitte     | 1      | 14  | 6   | 1   | 7   | 32  | 41  | -9  | 13  | 5.     |
| 1941/42                         | Gauliga Mitte     | 1      | 18  | 8   | 0   | 10  | 24  | 33  | -9  | 16  | 6.     |
| 1942/43                         | Gauliga Mitte     | 1      | 18  | 4   | 2   | 12  | 32  | 58  | -26 | 10  | 10.    |
| 1943/44                         | Bezirksliga Mitte | 2      | ... | ... | ... | ... | ... | ... | ... | ... |        |